# 胡化
胡化，在傳統中國，漢族人受到北方草原及西方民族的生活方式、語言與文化的影响，所出现的文化轉變現象。這個名詞與漢化相對。在歷史上不同時期都曾出現胡化的現象，對於中國傳統文化有一定的影響。

## 概論
胡，意指胡人，為中國漢民族對於其他民族的統稱。胡化，指的是漢族人受到胡人文化影響，其生活方式、文化乃至民族認同等發生變化，轉變為胡人認同的過程。陳寅恪認為，在中國傳統上，漢人與胡人的差別，並不在於種族血統，而在於文化認同，也就是胡化與漢化的區別。林悟殊認為，胡化與漢化的關鍵，在於對於這種文化的接受與認同。

### 胡床
胡床在東漢末年開始傳入，但到魏晉南北朝時，漢人依然保持席地而坐的傳統，唐朝時，胡床（一種廣闊的坐椅）開始流行，但不少士大夫和貴族仍然視席地而坐為較優雅的坐法。宋朝以後，坐椅已經非常普遍。日本則保存了唐朝席地而坐的傳統。

### 胡椒、胡蘿蔔及其它食物
胡椒、黃薑、茴香等等許多香料以及胡蘿蔔等食材本來源自波斯、印度等西域地方，經絲綢之路傳入，逐漸成為中國菜的一部份。烤羊肉串、涮羊肉等維吾爾族和蒙古族等的菜式都已被吸納成為常見的中國菜。

### 胡琴與胡樂
胡琴沿自奚族的奚琴，琵琶、嗩吶、揚琴（洋琴）等等均沿自波斯，傳入中國後逐漸吸納為中國音樂的一部份。中國音樂之中有不少受胡樂影響的樂曲，唐朝燕樂中有回紇、高昌等音樂。現今仍然流傳的樂曲中，有不少都帶有胡樂風格，或題材上和胡人有關，如琵琶曲昭君出塞、以及相傳為蔡文姬所作的古琴曲胡笳十八拍等等。

### 藝術及手工藝
佛教的傳入，亦帶來佛教壁畫和受希臘化風格影響的佛像，形成敦煌石窟的獨特藝術風格。琺瑯或搪瓷是在元朝時透過西亞工匠傳入，影響到明朝景泰藍瓷器的風格。

### 紥辮和旗袍
滿清入關後，迫使漢人男子按照滿族習俗削髮留辮，穿著滿人服裝。中國儒家傳統男子二十歲成年時需要進行冠禮，但因為削髮留辮，冠禮在清朝幾乎絕迹。旗袍或長衫原本都是滿族服裝，但到民國時期，已普遍被大眾接納為中國服裝之一。近年出現復興漢服運動，有些人推廣明朝或以前的服飾，反對旗袍等外族服裝。